# Baudouin Ier de Jérusalem
Pour les articles homonymes, voir Baudouin Ier.
Baudouin de Boulogne, né entre 1061 et 1070, est le troisième fils d'Eustache II, comte de Boulogne, et d'Ide de Lorraine. Il participe à la première croisade de 1096, à la suite de laquelle il devient comte d'Édesse de 1098 à 1100, puis premier roi de Jérusalem sous le nom de Baudouin Ier de 1100 à sa mort le 2 avril 1118.

## Biographie

### Avant la croisade
Fils du comte Eustache II de Boulogne et d'Ide de Lorraine, Baudouin naît entre 1061 et 1070. Il a deux frères aînés : Eustache III de Boulogne, destiné à recueillir l'héritage paternel, et Godefroy de Bouillon, duc de Basse-Lorraine, destiné à recueillir l'héritage maternel. À l'exemple de beaucoup de cadets, Baudouin est destiné à suivre une carrière ecclésiastique. Il suit une formation dans les arts libéraux et exerce la fonction de chanoine à Reims, Cambrai et Liège. Mais, pour des raisons mal connues, il abandonne cette voie pour celle des armes. Il épouse Godehilde, fille du seigneur anglo-normand Raoul II de Tosny, dont il espère l'héritage. En 1096, suivant ses deux frères aînés, il prend part à la première croisade et tente sa chance en Orient.

### Comte d'Édesse

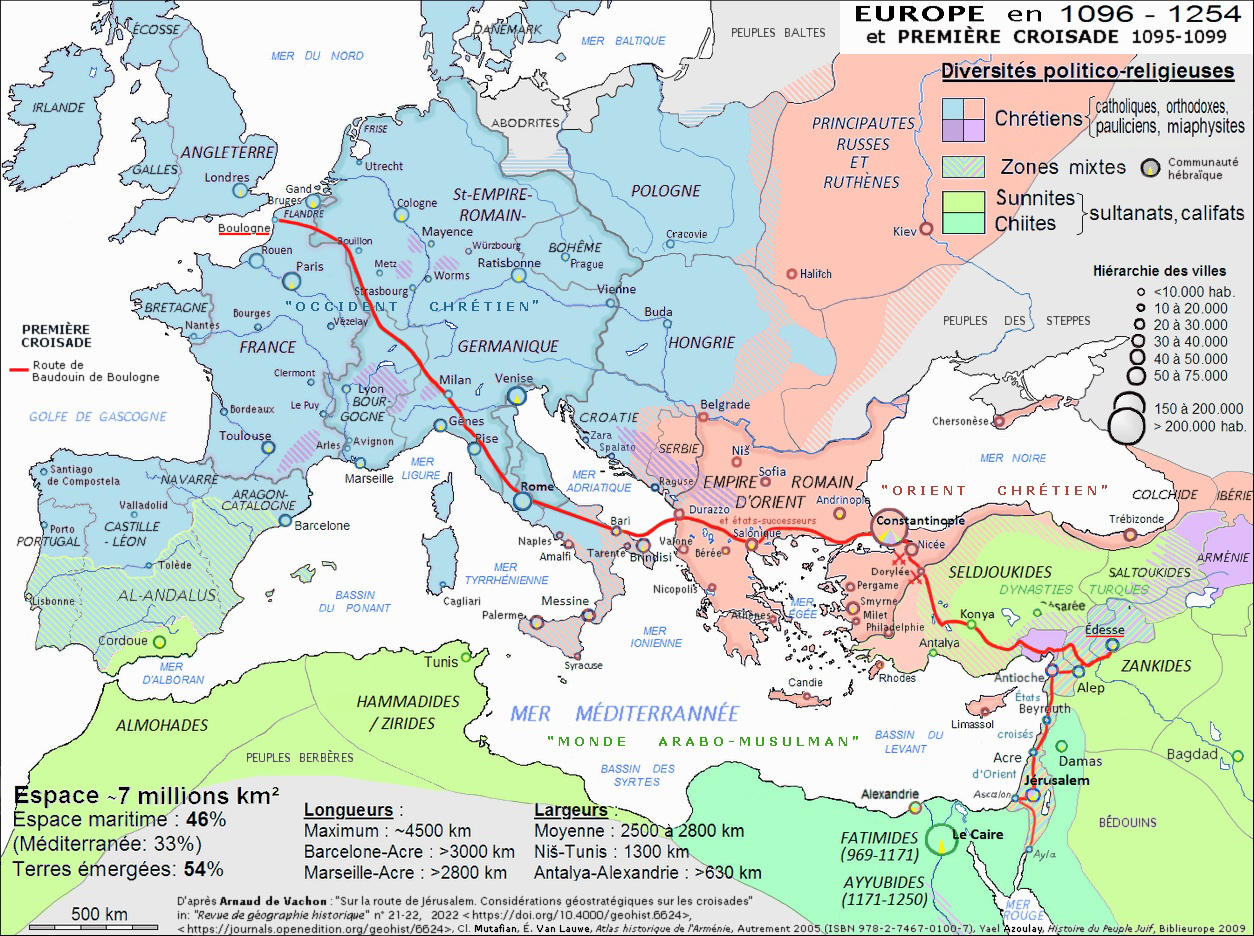
Route de Baudouin de Boulogne, de Boulogne-sur-Mer à Édesse.

Il accompagne ses deux frères dans la croisade, jusqu'à l'arrivée de celle-ci devant Antioche en septembre 1097. Après avoir vainement tenté de conquérir la Cilicie au côté de Tancrède de Hauteville, il abandonne les croisés pour chercher fortune à Édesse. Alors que Baudouin vient de capturer Turbessel, le seigneur arménien d'Édesse, Thoros, l'invite à titre de mercenaire pour défendre sa cité contre les incursions turques. Baudouin de Boulogne répond à l'appel de Thoros mais impose ses conditions : il oblige Thoros à l'adopter comme fils adoptif et héritier. Le 8 mars 1098, peu après la cérémonie d'adoption, Thoros trouve la mort au cours d'une émeute, peut-être avec la complicité de Baudouin, qui devient alors comte d'Édesse,.
Godehilde de Tosny étant morte en octobre 1097, Baudouin épouse une princesse arménienne, Arda, afin d'asseoir sa légitimité. Il réprime par la suite une rébellion de notables arméniens mécontents, auxquels il fait crever les yeux à la manière byzantine. Il repousse efficacement les Turcs, agrandissant ses domaines jusqu'aux rives de l'Euphrate. Avec le trésor dont il s'est emparé à Édesse, Baudouin achète l'émirat de Samosate pour dix mille besants d'or. Il s'empare de Saruj et de Birecik puis résiste pendant trois semaines aux assauts de Kerbogha, atabey de Mossoul, en mai 1098. Il songe à s'étendre vers le Dyarbekir lorsqu'il apprend, en août 1100, la mort de son frère Godefroy. Avec une escorte de deux cents chevaliers et de sept cents fantassins, il part recueillir la succession de Jérusalem, confiant le comté d'Édesse à son cousin Baudouin du Bourg.

### Roi de Jérusalem
Après s'être frayé un chemin par les armes jusqu'à Jérusalem, Baudouin entreprend une chevauchée militaire en Judée afin d'établir son autorité. Il est ensuite couronné roi de Jérusalem par le patriarche Daimbert de Pise le 25 décembre 1100 en la basilique de la Nativité de Bethléem.

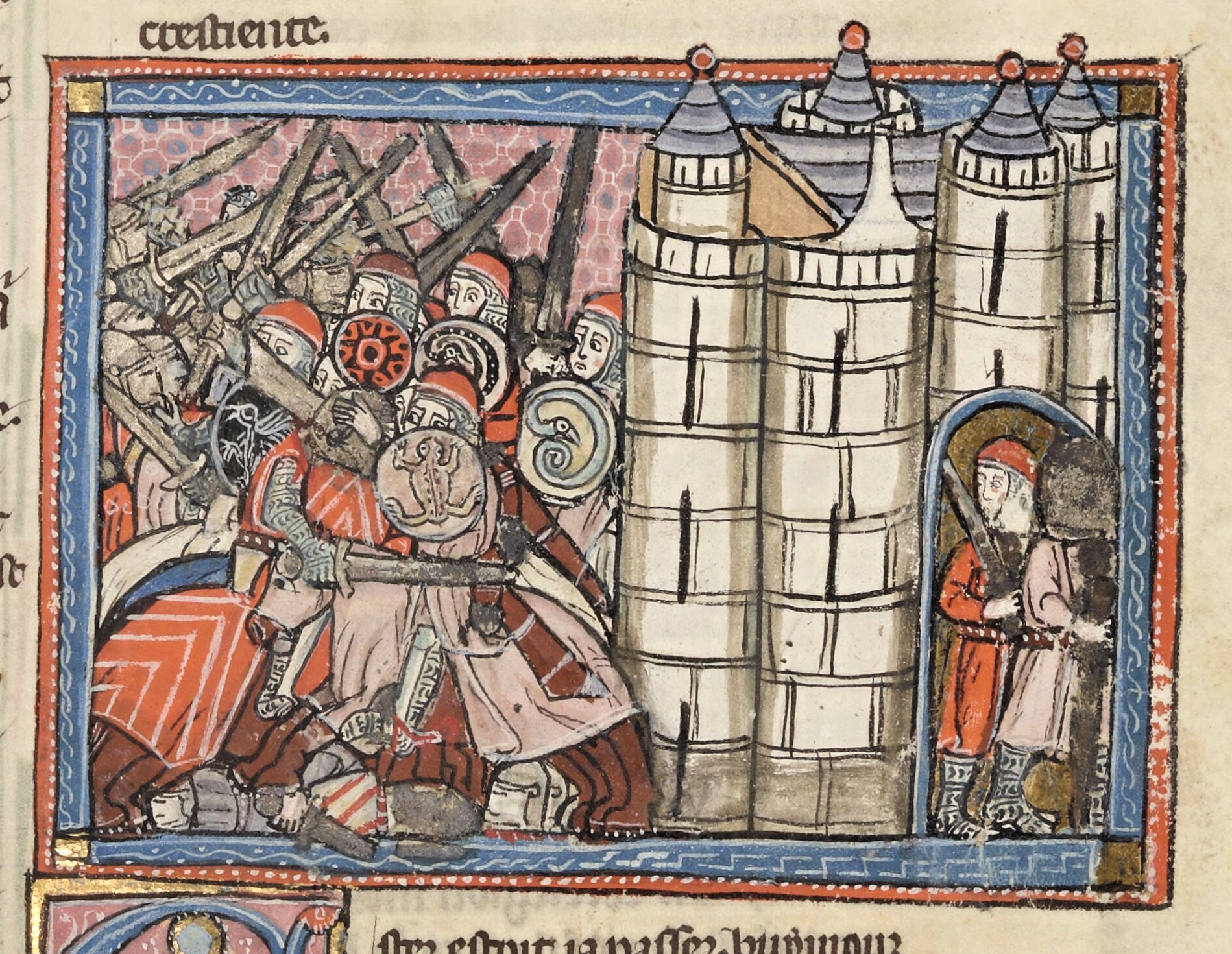
Miniature médiévale illustrant la victoire croisée à Ramla en 1105.

Le jeune royaume de Jérusalem ne possède alors qu'un seul port, Jaffa, les autres ports de Palestine étant tenus par les Fatimides d'Égypte. C'est un grave problème pour une colonie qui ne peut communiquer avec le reste de la chrétienté que par la mer. La première tâche de Baudouin est donc de s'assurer le contrôle du littoral. Avec une petite armée, il prend successivement les ports d'Arsouf et de Césarée en mai 1101. Opposé à un fort contigent égyptien devant Ramla, il harangue ses troupes en ces termes : « Si vous êtes tués, c’est la couronne du martyre ; si vous êtes vainqueurs, une gloire immortelle. Quant à vouloir fuir, inutile : la France est trop loin ! » Les troupes musulmanes sont mises en déroute et forcées de se retirer à Ascalon. L'année suivante, vaincu puis assiégé dans la ville de Ramla, Baudouin échappe miraculeusement à ses poursuivants et parvient à rallier Arsouf, puis Jaffa. Renforcé par Hugues de Saint-Omer, il reprend l'offensive et remporte fin mai 1102 une victoire sur les Égyptiens entre Jaffa et Ascalon. En mai 1104, appuyé par une escadre génoise, il s'empare de Saint-Jean-d'Acre. L'été suivant, il remporte une troisième bataille à Ramla contre une coalition des Égyptiens et des Damasquins.

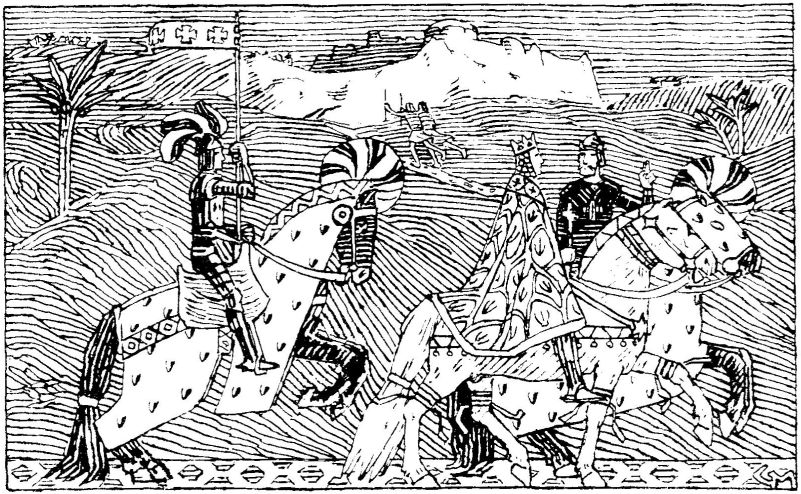
Le roi Sigurd et le roi Baudouin. Illustration de Gerhard Munthe.

Baudouin profite de la présence ponctuelle de flottes alliées pour reprendre aux Égyptiens l'ensemble du littoral palestinien. Il s'empare de Beyrouth en mai 1110 avec l'aide de navires génois et pisans. En décembre, c'est l'appui de la flotte du roi Sigurd de Norvège qui lui permet de capturer Sidon. Au cours de l'automne 1115, après une incursion à l'est du Jourdain, Baudouin fait construire le Krak de Montréal. L'année suivante, en 1116, Baudouin poursuit son avancée plus au sud et s'empare d'Ayla dans le golfe d'Aqaba, qu'il fait fortifier. Il marche ensuite contre Tyr et fait ériger le château de Scandalion afin de compléter l'encerclement de la ville. En même temps, il doit faire face à plusieurs contre-attaques fatimides et abbassides.

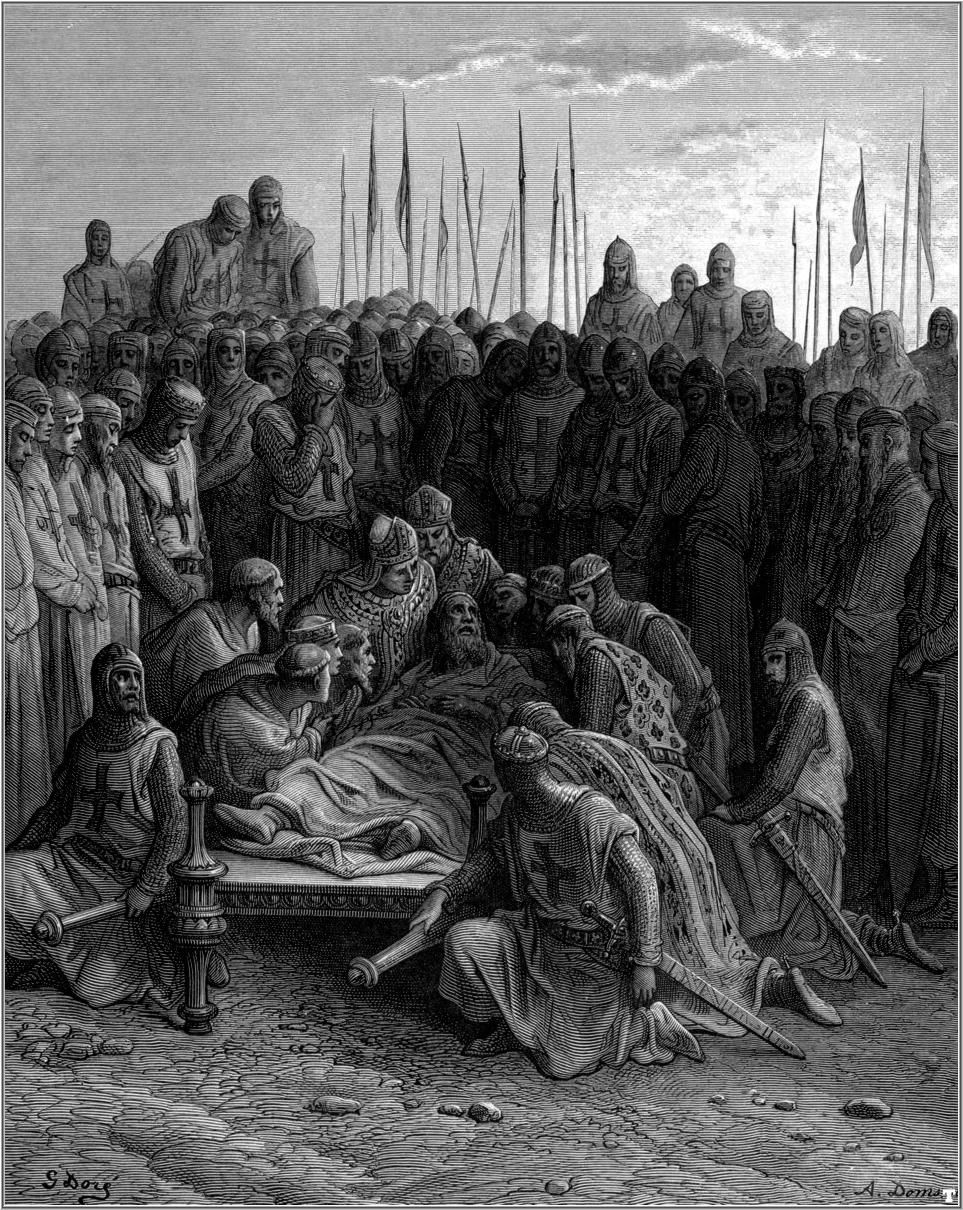
La mort de Baudouin en 1118. Illustration de Gustave Doré.

En 1113, Baudouin répudie son épouse Arda en la jetant dans un couvent pour épouser Adélaïde de Sicile, veuve du comte Roger de Sicile. Ce mariage lui apporte une dot considérable pour remplir le trésor, et l'appui précieux de la flotte sicilienne. Néanmoins, le divorce d'avec sa première femme n'ayant jamais été proclamé par l'Église, Baudouin est accusé de bigamie. Il consent à se séparer d'Adélaïde en 1117 sous la pression du Saint-Siège, mais uniquement après avoir dépensé sa dot. Baudouin meurt peu après, le 2 avril 1118, en évitant par cette dernière séparation de mourir excommunié.
Dans l'église du Saint-Sépulcre, on voyait autrefois les tombeaux de Godefroy de Bouillon et de Baudouin Ier de Jérusalem, mais après l'incendie de 1808 de la basilique, ils sont détruits par l'architecte pour aménager plusieurs chapelles. Selon une tradition, ces tombeaux étaient placés sous la Pierre de l'Onction. Une autre tradition les plaçait sous les deux bancs attenant à la chapelle d'Adam sous le calvaire,.

### Bilan
En comparaison de son frère Godefroy de Bouillon, René Grousset admet que Baudouin « ne fut certes pas un saint ». Il le désigne cependant comme « une des personnalités les plus puissantes de l'histoire franco-syrienne ». L'historien porte à son crédit une œuvre politique considérable : la fondation du royaume latin de Jérusalem. Sachant allier les qualités de l'aventurier à ceux de l'homme d'État, Baudouin construisit une « solide monarchie militaire » que Grousset compare aux monarchies capétienne, anglo-normande et germanique. Steven Runciman le décrit quant à lui comme un « grand roi, sévère et sans scrupules », qui « par sa vigueur martiale, sa subtilité diplomatique et sa sage tolérance », permit au jeune royaume de prendre une solide place parmi les royaumes d'Orient.
Michel Balard le décrit également comme le « vrai constructeur du royaume de Jérusalem ». Il le loue comme un « guerrier infatigable, doté d'une énergie peu commune », mais aussi comme un « calculateur violent et sans scrupules ». Il note par ailleurs que, malgré trois mariages sucessifs, il n'eut aucun héritier et ne se préoccupa guère de sa succession.